# Wentworth (Australia)
Wentworth es una pequeña ciudad fronteriza en el suroeste del estado de Nueva Gales del Sur, Australia. Está situada en la confluencia de dos de los ríos más importantes del país: el Darling y el Murray, este último forma el borde-frontera con el estado de Victoria hacia el sur; y el borde con el estado de Australia Meridional está a unos 100 km al oeste. La ciudad es la sede del condado homónimo.

## Historia

Mapa de la autovía Silver City en el que aparece Wentworth

Llamada así en honor del político y explorador William Wentworth, la ciudad está a 34 km al oeste de Mildura en el estado de Victoria. La famosa ciudad minera de Broken Hill está a 266 km hacia el norte siguiendo la autovía Silver City. Una oficina postal se abrió en Wentworth en 1855 y fue renombrada con su actual nombre cinco años más tarde, en 1860.
A finales del siglo XIX era un importante puerto fluvial, sin embargo, al igual que el resto de puertos del sistema Murray-Darling, su importancia decreció desde la llegada del ferrocarril, ya que el comercio se realizó por este segundo medio de transporte. En 1902, los habitantes de Wentworth estaban presionando para que se construyera un ferrocarril desde Mildura, incluyendo un puente sobre el río Murray.

### Inundaciones
La ciudad ha sufrido inundaciones en muchas ocasiones por los dos ríos. La más importante fue la de 1956, cuando ambos ríos crecieron simultáneamente. Los granjeros, ayudados por la armada y la marina, trabajaron durante meses levantando muros que contuvieran al agua fuera de la ciudad.

## Galería

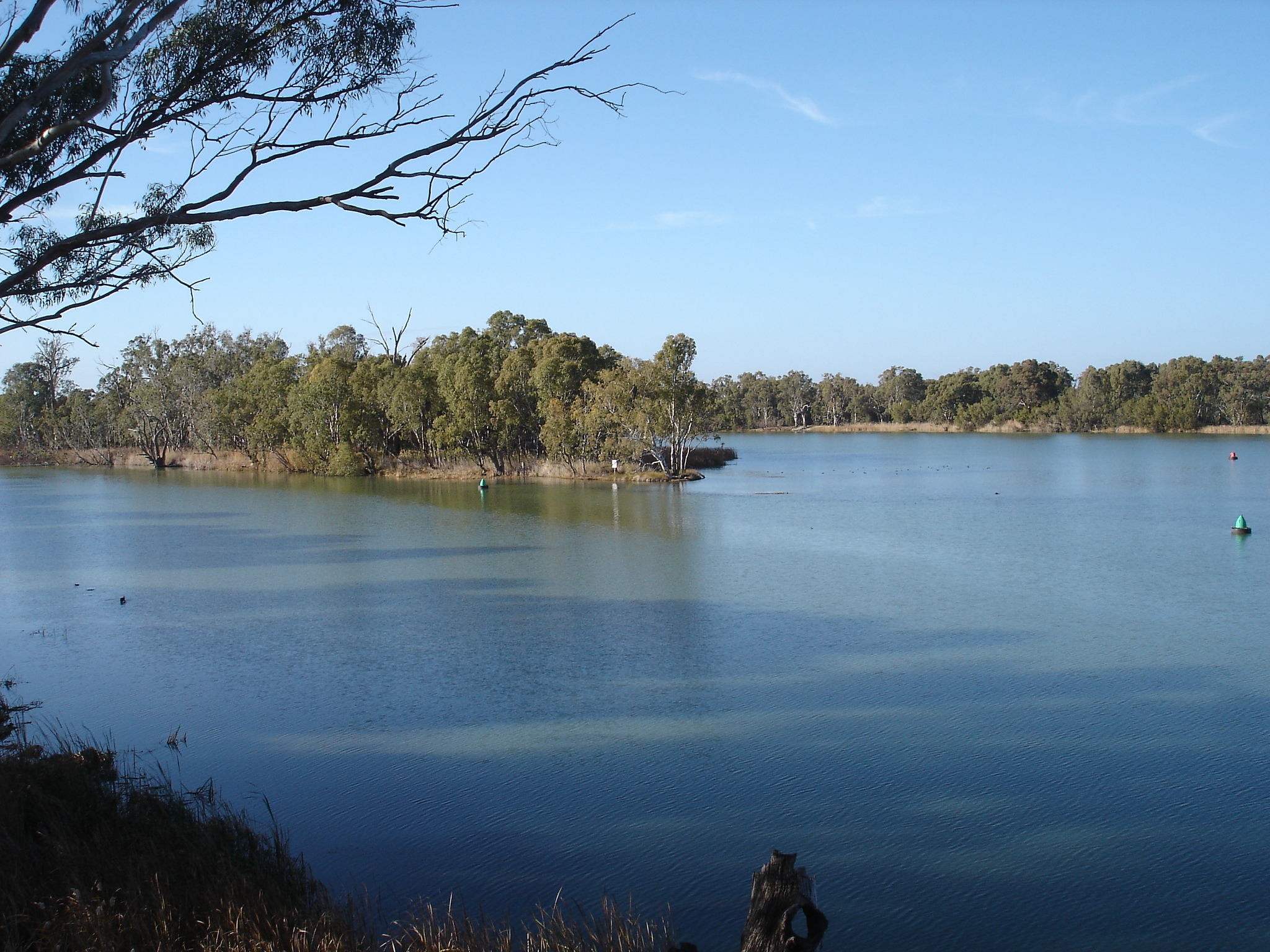
Confluencia de los ríos Darling y Murray
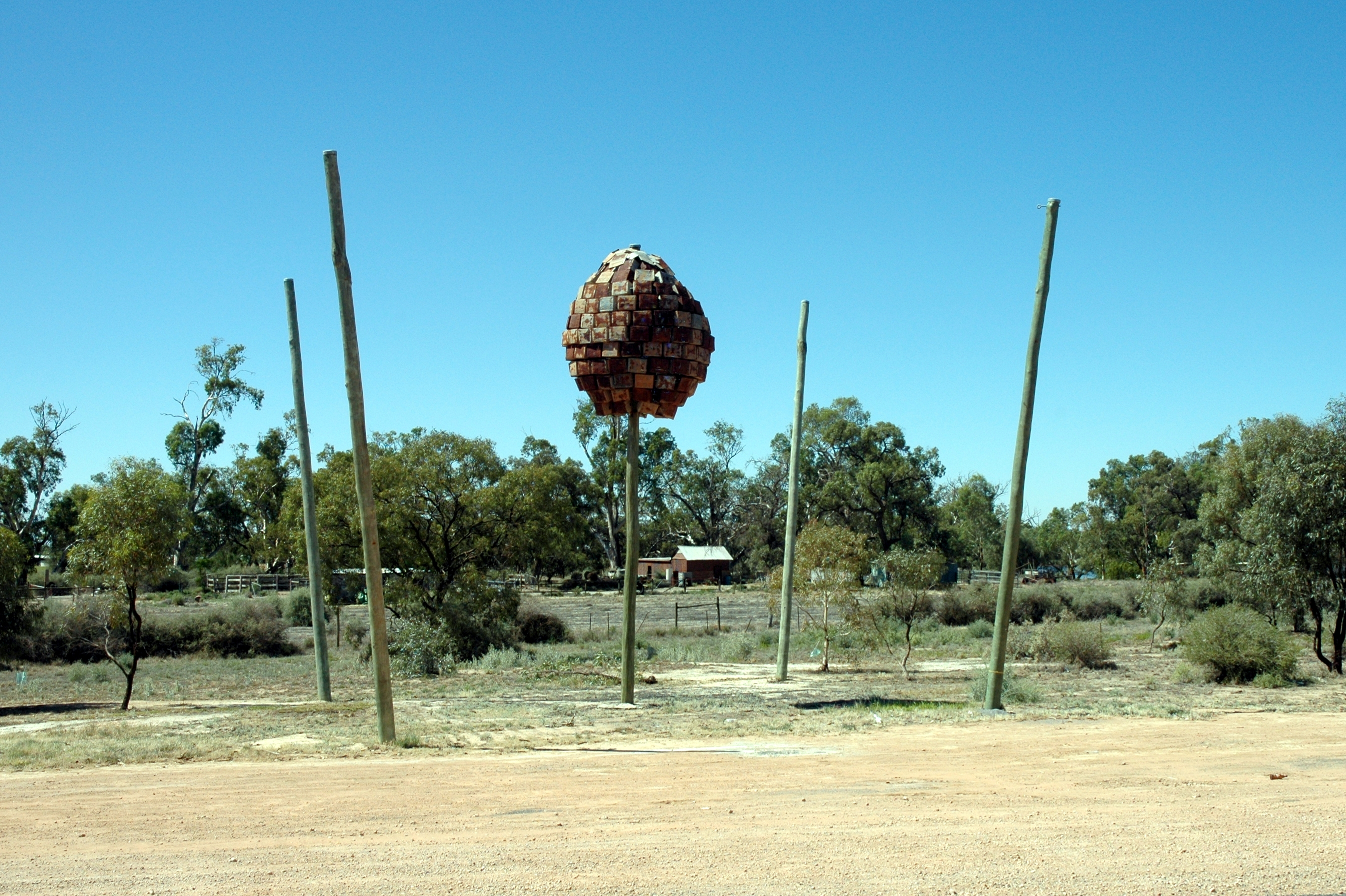
Escultura a un lado de una carretera, Wentworth
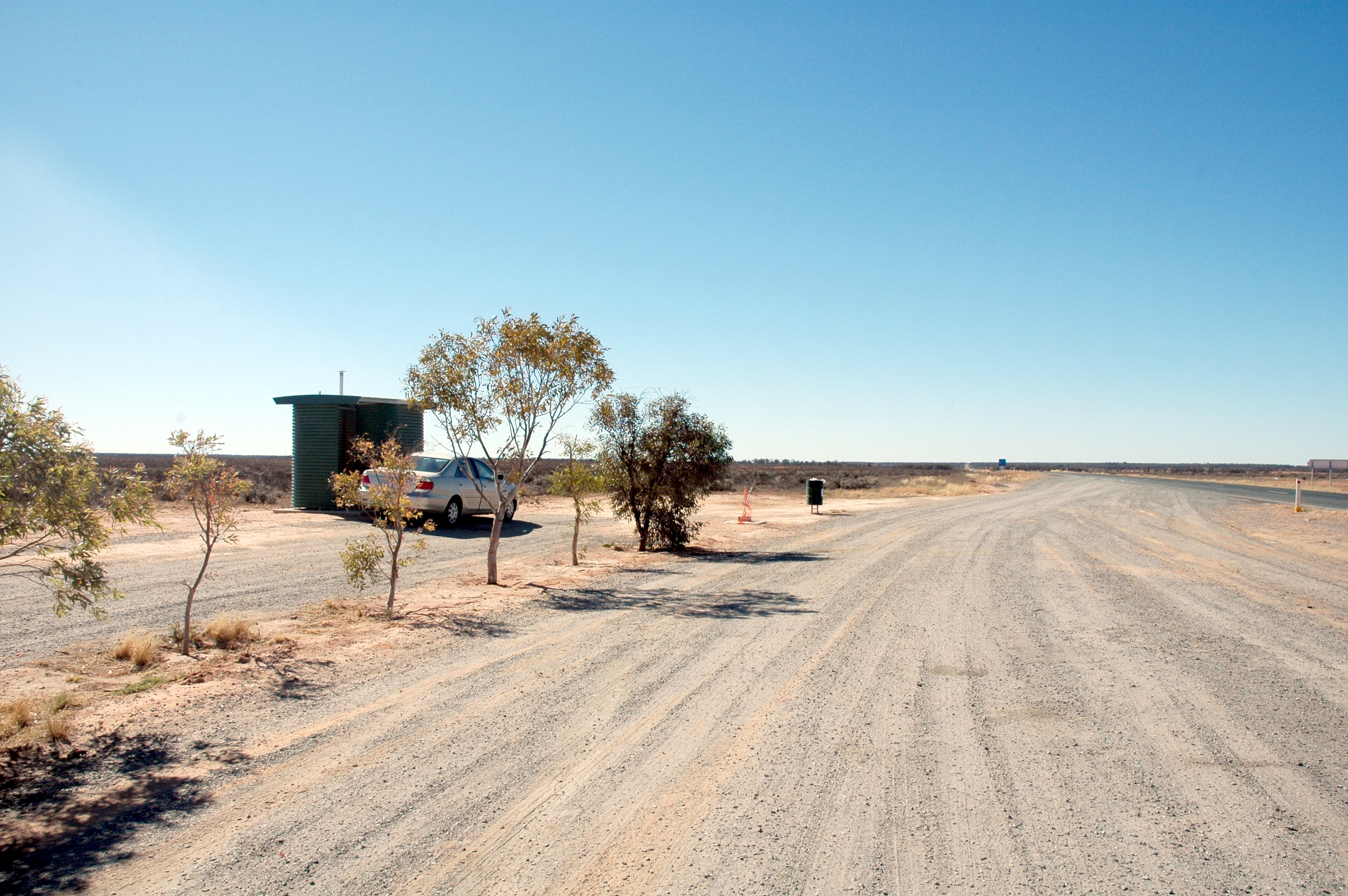
Alrededores semiáridos de Wentworth